# اعتراضات ضداصلاحات قضایی ۲۰۲۳ اسرائیل
اعتراضات ضد اصلاحات قضایی اسرائیل در سال ۲۰۲۳ رشته اعتراضاتی است که در حال حاضر در شهرهای مختلف اسرائیل علیه اصلاحات قضایی پیشنهاد شده توسط دولت بنیامین نتانیاهو، که اخیراً مجدداً به نخست‌وزیری انتخاب شده‌است، در حال برگزاری است. اعتراضات در عصرهای شنبه، در تل آویو و دیگر شهرها، از ۷ ژانویه، و همچنین در مکان‌های مختلف در روزهای انتخابی هفته، در ساعات روز برگزار می‌شود.

## زمینه
از زمان آغاز بحران سیاسی در سال ۲۰۱۸، به دنبال تلاش‌های ناموفق برای تشکیل ائتلاف دولتی، چندین انتخابات زودهنگام برگزار شد. انتخابات ۲۰۲۱ اولین انتخاباتی بود که منجر به تشکیل دولت موفق شد. ائتلاف حاکم که اکثریت یک کرسی را در اختیار داشت، در ژوئن ۲۰۲۲ پس از جدایی یکی از اعضا، از هم پاشید. در انتخابات زودهنگام قانونگذاری پس از آن، دولت حاکم به رهبری یائیر لاپید از ائتلاف احزاب راست به رهبری بنیامین نتانیاهو، نخست‌وزیر سابق، شکست خورد، که دولت جدیدی را تشکیل داد که در ۲۹ دسامبر ۲۰۲۲ روی کار آمد.
در ۴ ژانویه ۲۰۲۳، یاریو لوین، وزیر دادگستری تازه نصب شده اسرائیل، برنامه‌هایی را برای اصلاح نظام قضایی این کشور، از جمله محدود کردن قدرت دیوان عالی و مشاوران حقوقی دولت، و اعطای اکثریت به ائتلاف حاکم در کمیته‌ای که قضات را منصوب می‌کند، اعلام کرد. پس از اعلام این خبر، چندین سازمان از جمله وزیر جنایت و اومدیم بیچاد قصد خود را برای سازماندهی اعتراضات در تل آویو در ۷ ژانویه اعلام کردند.

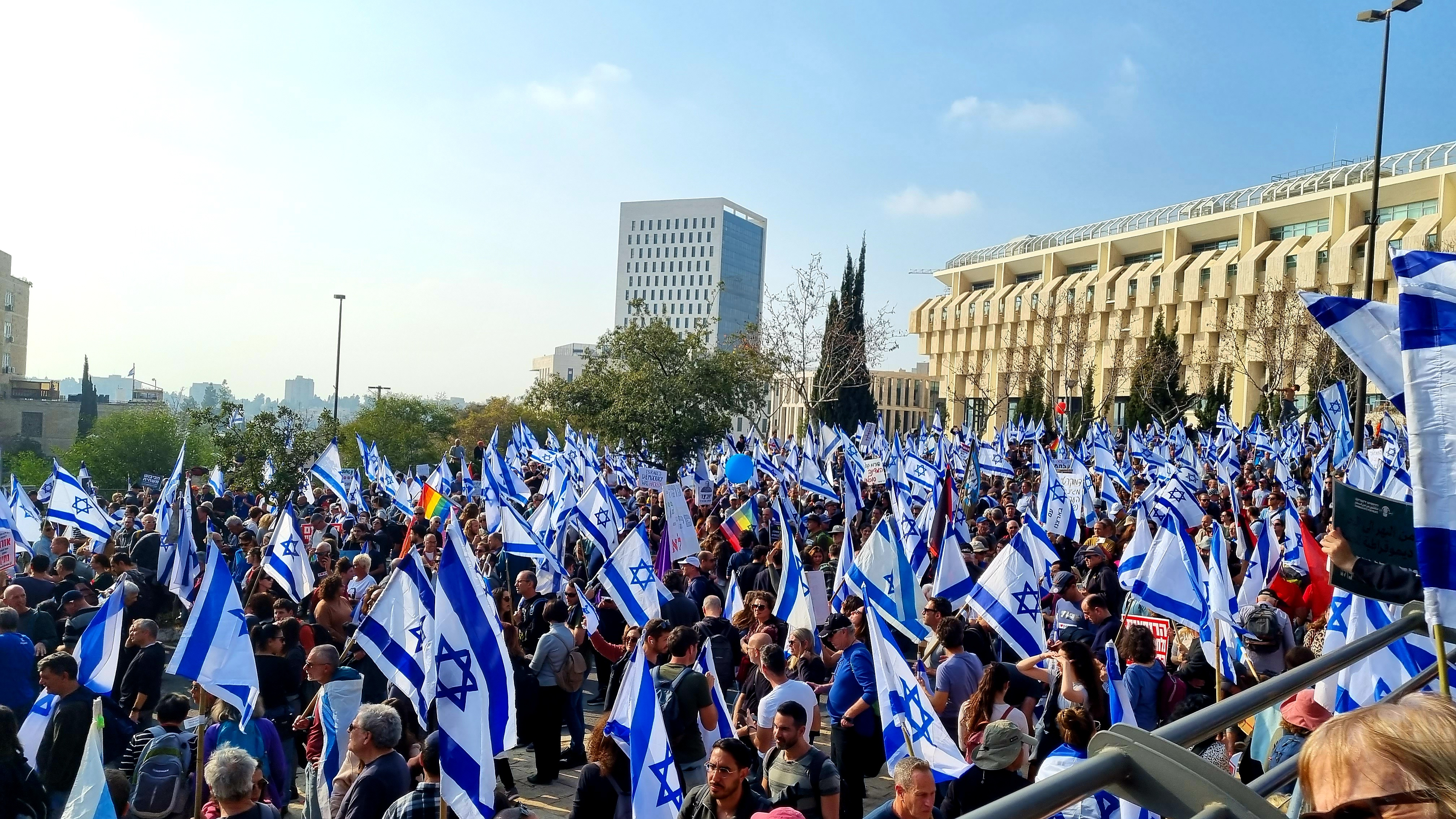
تظاهرات در نزدیکی کنست در اورشلیم، ۲۰ فوریه ۲۰۲۳